# Nethinius sicardi
Nethinius sicardi là một loài bọ cánh cứng trong họ Cerambycidae.